# Radio Charivari Regensburg

Logo des Senders

Radio Charivari Regensburg ist ein seit 1987 betriebener privater Hörfunksender aus Regensburg. Der Sender wird von dem Unternehmen Funkhaus Regensburg produziert, das neben Charivari (regional gesplittet) noch den Sender Gong FM betreibt.

## Programm
Charivari steht nach eigenen Angaben auf den beiden Säulen Musik ("mehr Hits, mehr Vielfalt") und Regionalität mit Serviceinformationen, Nachrichten, und Höreraktionen. Besonders erfolgreich ist der Sender in der Zielgruppe der 30- bis 49-Jährigen.

## Empfang
Der Sender hat 430.000 tägliche Hörer und kann in der gesamten Oberpfalz und den angrenzenden Bezirken über DAB+ empfangen werden. Ein weiterer Verbreitungsweg ist digitales Kabel. Charivari kann zudem analog terrestrisch auf zehn UKW-Frequenzen in einem Gebiet um Regensburg empfangen werden, das sich von Landshut bis nach Weiden erstreckt. Weltweit angeboten wird das Programm außerdem online.
| Empfangsgebiet/Senderstation                           | Kanal/Frequenz | Sendeleistung |
| ------------------------------------------------------ | -------------- | ------------- |
| DAB+                                                   |                |               |
| Nördliche Oberpfalz (Ochsenkopf)                       | 6C             | 10 kW         |
| Mitterteich (Fuchsmühl-Herzogöd)                       | 6C             | 2,5 kW        |
| Weiden (Altenstadt an der Waldnaab)                    | 6C             | 1 kW          |
| Schönsee (Drechselberg)                                | 6C             | 5 kW          |
| Pfreimd-Trausnitz                                      | 6C             | 10 kW         |
| Geigant (Waldmünchen-Sinzendorf)                       | 6C             | 6,3 kW        |
| Neukirchen bei Sulzbach-Rosenberg (Weigendorf-Ernhüll) | 6C             | 5 kW          |
| Amberg Umland (Rotbühl)                                | 6C             | 10 kW         |
| Amberg Stadt                                           | 6C             | 1 kW          |
| Westliche Oberpfalz Neumarkt (Dillberg)                | 6C             | 10 kW         |
| Kallmünz (Weitzenberg)                                 | 6C             | geplant       |
| Regensburg, Schwandorf (Hohe Linie)                    | 6C             | 16 kW         |
| Östliche Oberpfalz Furth im Wald, Cham (Hoher Bogen)   | 6C             | 4 kW          |
| Kelheim Teile (Niederbayern)                           | 6C             | 1,6 kW        |
| UKW                                                    |                |               |
| Regensburg (Ziegetsberg)                               | 98,2 MHz       | 0,3 kW        |
| Seubersdorf (Fernmeldeturm Seubersdorf)                | 94,0 MHz       | 1 kW          |
| Neumarkt (Burgruine Wolfstein)                         | 93,3 MHz       | 0,05 kW       |
| Kelheim                                                | 103,9 MHz      | 0,5 kW        |
| Cham (Hoher Bogen)                                     | 92,7 MHz       | 0,4 kW        |
| Nabburg                                                | 105,9 MHz      | 0,32 kW       |
| Waldmünchen                                            | 102,6 MHz      | 0,32 kW       |
| Burglengenfeld                                         | 98,8 MHz       | 0,5 kW        |
| Lam                                                    | 105,5 MHz      | 0,1 kW        |
| Bad Kötzting                                           | 95,7 MHz       | 0,003 kW      |